# State Botanical Garden of Georgia

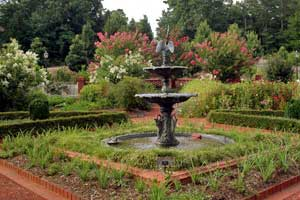
Ein Brunnen im State Botanical Garden of Georgia

Der State Botanical Garden of Georgia ist ein Botanischer Garten in Athens im US-amerikanischen Bundesstaat Georgia. Der etwa 1,27 km² große Botanische Garten wird von der in Athens ansässigen University of Georgia verwaltet. Der Garten befindet sich an der Adresse 2450 South Milledge Avenue in Athens, etwa 5 Kilometer südlich des Campus der University of Georgia.
Der State Botanical Garden of Georgia wurde 1968 gegründet. Er ist Mitglied in der Georgia Plant Conservation Alliance, der American Public Gardens Association, der Botanic Gardens Conservation International, dem Center for Plant Conservation und dem Earth Share of Georgia. Die Georgia Plant Conservation Alliance und der Garden Club of Georgia haben ihre Hauptverwaltung im State Botanical Garden of Georgia.
Im Garten sind etwa 8 km Naturpfade angelegt, die teilweise an den Middle Oconee River angrenzen. Der State Botanical Garden of Georgia wurde zusammen mit dem Whitehall Forest von der Georgia Audubon Society als eine „Important Bird Area“ (IBA) ausgewiesen.
Innerhalb des Botanischen Gartens sind mehrere Themengärten angelegt:
- The International Garden (Internationaler Garten): Dieser Garten will die Beziehung des Menschen zur Pflanze im Laufe der Geschichte und deren Auswirkung auf die Entwicklung der Botanischen Gärten generell aufzeigen. Er enthält elf botanische und gärtnerische Teilsammlungen, die die geographischen Ursprünge der Pflanzen und die Geschichte der Pflanzensammler beleuchten.
- The Native Flora Garden (Garten der einheimischen Flora): In diesem Garten werden über 300 Arten der in Georgia einheimischen Pflanzenwelt gezeigt. Dieser Teilgarten wurde zu Ehren von Linton Reese Dunson Sr. angelegt.
- The Shade Garden (Schattengarten): Hier wurden schattentolerante Pflanzenarten zusammengestellt.
- The Heritage Garden: In diesem Themengarten werden Pflanzen gezeigt, die für Georgia von historischer und sozioökonomischer Bedeutung sind, darunter Zierpflanzen, Feldfrüchte und einheimische Pflanzen. Es werden Informationen zur Agrargeschichte von Georgia gegeben.
- The Flower Garden (Blütengarten): Hier werden allerlei Blumenpflanzen präsentiert, darunter Iris, Dahlien, Zwiebelblumen; innerhalb des Blütengartens finden sich ein Duftgarten, ein Rosengarten und ein Schmetterlingsgarten.

Daneben gibt es noch die Special Collections (Spezialsammlungen); zu diesen zählt eine Rhododendron-Sammlung, die viele prämierte Rhododendron-Hybride zeigt; eine Native Azalea Collection (Sammlung einheimischer Azaleen) wurde zu Ehren von Fred C. Galle eingerichtet.